# 1994–95년 ISU 스피드스케이팅 월드컵
1994–95년 ISU 스피드스케이팅 월드컵은 국제 빙상 경기 연맹(ISU) 주관으로 1994년 11월 26일부터 1995년 3월 12일까지 열린 스피드스케이팅 월드컵 대회이다.

## 남자

### 경기
| 날짜                                                               | 장소       | 종목     | 1위               | 2위               | 3위                      |
| ------------------------------------------------------------------ | ---------- | -------- | ----------------- | ----------------- | ------------------------ |
| 1994년 11월 26일-27일                                              | 베를린     | 1500m    | 닐 마셜           | 오네 쇤롤         | 마르틴 헤르스만          |
| 1994년 11월 26일-27일                                              | 베를린     | 5000m    | 린티어 리츠마     | 시라하타 게이지   | 바딤 사유틴              |
| 1994년 12월 3일-4일                                                | 오비히로   | 500m(1)  | 시미즈 히로야스   | 그루네 니에스     | 호리이 마나부            |
| 1994년 12월 3일-4일                                                | 오비히로   | 500m(2)  | 호리이 마나부     | 시미즈 히로야스   | 마이크 아일랜드          |
| 1994년 12월 3일-4일                                                | 오비히로   | 1000m(1) | 미야베 유키노리   | 호리이 마나부     | 김윤만                   |
| 1994년 12월 3일-4일                                                | 오비히로   | 1000m(2) | 미야베 유키노리   | 김윤만            | 세르게이 클렙체냐        |
| 1994년 12월 3일-4일                                                | 헤이렌베인 | 1500m    | 노아케 히로유키   | 린티어 리츠마     | 예룬 스트라트호프        |
| 1994년 12월 3일-4일                                                | 헤이렌베인 | 5000m    | 린티어 리츠마     | 이토카와 도시히코 | 팔코 잔츠트라            |
| 1994년 12월 4일-5일 1994년 아시아 선수권 대회 삿포로               |            |          |                   |                   |                          |
| 1994년 12월 7일-8일                                                | 오비히로   | 500m(1)  | 호리이 마나부     | 김윤만            | 세르게이 클렙체냐        |
| 1994년 12월 7일-8일                                                | 오비히로   | 500m(2)  | 시미즈 히로야스   | 그루네 니에스     | 김윤만                   |
| 1994년 12월 7일-8일                                                | 오비히로   | 1000m(1) | 미야베 유키노리   | 호리이 마나부     | 김윤만                   |
| 1994년 12월 7일-8일                                                | 오비히로   | 1000m(2) | 미야베 유키노리   | 시미즈 히로야스   | 미야베 야스노리          |
| 1994년 12월 10일-11일                                              | 베르겐     | 1500m    | 린티어 리츠마     | 오네 쇤롤         | 닐 마셜                  |
| 1994년 12월 10일-11일                                              | 베르겐     | 5000m    | 린티어 리츠마     | 셸 스토렐리드     | 시라하타 게이지          |
| 1995년 1월 6일-8일 1995년 유럽 선수권 대회 헤이렌베인              |            |          |                   |                   |                          |
| 1995년 1월 20일-22일                                               | 다보스     | 500m(1)  | 바딤 샥샤크바예프 | 호리이 마나부     | 미야베 유키노리          |
| 1995년 1월 20일-22일                                               | 다보스     | 500m(2)  | 바딤 샥샤크바예프 | 실뱅 부샤르       | 하마미치 다카히로        |
| 1995년 1월 20일-22일                                               | 다보스     | 1000m    | 구로이와 도시유키 | 김윤만            | 케빈 스콧                |
| 1995년 1월 20일-22일                                               | 다보스     | 1500m    | 닐 마셜           | 아오야나기 도루   | 시라하타 게이지          |
| 1995년 1월 20일-22일                                               | 다보스     | 5000m    | 린티어 리츠마     | 시라하타 게이지   | 노자키 다카히로          |
| 1995년 1월 28일-29일                                               | 인스브루크 | 500m     | 김윤만            | 미야베 야스노리   | 구로이와 도시유키        |
| 1995년 1월 28일-29일                                               | 인스브루크 | 1000m    | 미야베 유키노리   | 케빈 스콧         | 미야베 야스노리          |
| 1995년 1월 28일-29일                                               | 인스브루크 | 1500m    | 린티어 리츠마     | 예룬 스트라트호프 | 마르틴 헤르스만          |
| 1995년 1월 28일-29일                                               | 인스브루크 | 5000m    | 린티어 리츠마     | 바르트 펠드캄프   | 시라하타 게이지          |
| 1995년 2월 11일-12일 1995년 세계 올라운드 선수권 대회 바셀가디피네 |            |          |                   |                   |                          |
| 1995년 2월 11일-12일 1995년 아시아 선수권 대회 울란바토르          |            |          |                   |                   |                          |
| 1995년 2월 11일-12일                                               | 캘거리     | 500m(1)  | 호리이 마나부     | 김윤만            | 제갈성렬 시미즈 히로야스 |
| 1995년 2월 11일-12일                                               | 캘거리     | 500m(1)  | 시미즈 히로야스   | 호리이 마나부     | 제갈성렬                 |
| 1995년 2월 11일-12일                                               | 캘거리     | 1000m(1) | 미야베 야스노리   | 케빈 스콧         | 제갈성렬                 |
| 1995년 2월 11일-12일                                               | 캘거리     | 1000m(2) | 김윤만            | 미야베 유키노리   | 케빈 스콧                |
| 1995년 2월 18일-19일 1995년 세계 스프린트 선수권 대회 밀워키       |            |          |                   |                   |                          |
| 1995년 2월 24일-26일                                               | 헤이렌베인 | 500m(1)  | 시미즈 히로야스   | 이노우에 준이치   | 호리이 마나부            |
| 1995년 2월 24일-26일                                               | 헤이렌베인 | 500m(2)  | 시미즈 히로야스   | 이노우에 준이치   | 호리이 마나부            |
| 1995년 2월 24일-26일                                               | 헤이렌베인 | 1000m    | 호리이 마나부     | 오네 쇤롤         | 구로이와 도시유키        |
| 1995년 2월 24일-26일                                               | 헤이렌베인 | 1500m    | 린티어 리츠마     | 시라하타 게이지   | 예룬 스트라트호프        |
| 1995년 2월 24일-26일                                               | 헤이렌베인 | 5000m    | 린티어 리츠마     | 바르트 펠드캄프   | 시라하타 게이지          |
| 1995년 3월 11일-12일                                               | 하마르     | 500m(1)  | 시미즈 히로야스   | 로게르 스트룀     | 그루네 니에스            |
| 1995년 3월 11일-12일                                               | 하마르     | 500m(2)  | 로게르 스트룀     | 시미즈 히로야스   | 이노우에 준이치          |
| 1995년 3월 11일-12일                                               | 하마르     | 1000m    | 오네 쇤롤         | 헤라르트 판 펠더  | 구로이와 도시유키        |
| 1995년 3월 11일-12일                                               | 하마르     | 1500m    | 오네 쇤롤         | 닐 마셜           | 시라하타 게이지          |
| 1995년 3월 11일-12일                                               | 하마르     | 5000m    | 바르트 펠드캄프   | 린티어 리츠마     | 시라하타 게이지          |
| 1995년 3월 11일-12일                                               | 하마르     | 10000m   | 바르트 펠드캄프   | 셸 스토렐리드     | 바딤 사유틴              |

### 월드컵 랭킹
| 순위 | 선수              | 포인트 |
| ---- | ----------------- | ------ |
| 1    | 시미즈 히로야스   | 340    |
| 2    | 호리이 마나부     | 325    |
| 3    | 그루네 니에스     | 220    |
| 4    | 이노우에 준이치   | 219    |
| 5    | 김윤만            | 212    |
| 6    | 로게르 스트룀     | 209    |
| 7    | 미야베 야스노리   | 189    |
| 8    | 바딤 샥샤크바예프 | 187    |
| 9    | 마이크 아일랜드   | 166    |
| 10   | 구로이와 도시유키 | 139    |

| 순위 | 선수              | 포인트 |
| ---- | ----------------- | ------ |
| 1    | 미야베 유키노리   | 248    |
| 2    | 김윤만            | 221    |
| 3    | 미야베 야스노리   | 201    |
| 4    | 호리이 마나부     | 75     |
| 5    | 케빈 스콧         | 73     |
| 6    | 헤라르트 판 펠더  | 65     |
| 7    | 구로이와 도시유키 | 63     |
| 8    | 팻 켈리           | 60     |
| 9    | 실뱅 부샤르       | 59     |
| 10   | 롤란트 브루너     | 55     |

| 순위 | 선수              | 포인트 |
| ---- | ----------------- | ------ |
| 1    | 닐 마셜           | 195    |
| 2    | 린티어 리츠마     | 193    |
| 3    | 예룬 스트라트호프 | 150    |
| 4    | 오네 쇤롤         | 149    |
| 5    | 노아케 히로유키   | 135    |
| 6    | 아오야나기 도루   | 132    |
| 7    | 마르틴 헤르스만   | 132    |
| 8    | 시라하타 게이지   | 120    |
| 9    | 팔코 잔츠트라     | 97     |
| 10   | 아르얀 스뢰더르   | 75     |

| 순위 | 팀                | 포인트 |
| ---- | ----------------- | ------ |
| 1    | 린티어 리츠마     | 251    |
| 2    | 시라하타 게이지   | 208    |
| 3    | 바르트 펠드캄프   | 206    |
| 4    | 셸 스토렐리드     | 188    |
| 5    | 팔코 잔츠트라     | 116    |
| 6    | 이토카와 도시히코 | 103    |
| 7    | 사토 가즈히로     | 90     |
| 8    | 바딤 사유틴       | 87     |
| 9    | 레네 타우벤라우흐 | 52     |
| 10   | 프랑크 디트리히   | 51     |

## 여자

### 경기
| 날짜                                                         | 장소       | 종목              | 1위                       | 2위                 | 3위                   |
| ------------------------------------------------------------ | ---------- | ----------------- | ------------------------- | ------------------- | --------------------- |
| 1994년 11월 26일-27일                                        | 베를린     | 1500m             | 군다 니만                 | 우에하라 미에       | 에메세 후니아디       |
| 1994년 11월 26일-27일                                        | 베를린     | 3000m             | 군다 니만                 | 카를라 제일스트라   | 에메세 후니아디       |
| 1994년 12월 3일-4일                                          | 오비히로   | 500m(1)           | 보니 블레어               | 프란치스카 솅크     | 구스노세 시호         |
| 1994년 12월 3일-4일                                          | 오비히로   | 500m(2)           | 보니 블레어               | 시마자키 교코       | 옥사나 라빌로바       |
| 1994년 12월 3일-4일                                          | 오비히로   | 1000m(1)          | 구스노세 시호             | 프란치스카 솅크     | 보니 블레어           |
| 1994년 12월 3일-4일                                          | 오비히로   | 1000m(2)          | 보니 블레어               | 옥사나 라빌로바     | 모니크 가르브레히트   |
| 1994년 12월 3일-4일                                          | 헤이렌베인 |                   |                           |                     |                       |
| 1994년 12월 3일-4일                                          | 헤이렌베인 | 1500m             | 군다 니만                 | 아나마리 토마스     | 에메세 후니아디       |
| 1994년 12월 3일-4일                                          | 헤이렌베인 | 3000m             | 군다 니만                 | 카를라 제일스트라   | 무네카타 노리코       |
| 5000m                                                        | 군다 니만  | 카를라 제일스트라 | 하이케 바르니케           |                     |                       |
| 1994년 12월 4일-5일 1994년 아시아 선수권 대회 삿포로         |            |                   |                           |                     |                       |
| 1994년 12월 7일-8일                                          | 오비히로   | 500m(1)           | 보니 블레어               | 모니크 가르브레히트 | 수전 오시             |
| 1994년 12월 7일-8일                                          | 오비히로   | 500m(2)           | 보니 블레어               | 옥사나 라빌로바     | 시마자키 교코         |
| 1994년 12월 7일-8일                                          | 오비히로   | 1000m(1)          | 구스노세 시호             | 보니 블레어         | 모니크 가르브레히트   |
| 1994년 12월 7일-8일                                          | 오비히로   | 1000m(2)          | 보니 블레어               | 모니크 가르브레히트 | 옥사나 라빌로바       |
| 1995년 1월 6일-8일 1995년 유럽 선수권 대회 헤이렌베인        |            |                   |                           |                     |                       |
| 1995년 1월 20일-22일                                         | 다보스     | 500m(1)           | 보니 블레어               | 옥사나 라빌로바     | 프란치스카 솅크       |
| 1995년 1월 20일-22일                                         | 다보스     | 500m(2)           | 보니 블레어               | 수전 오시           | 모니크 가르브레히트   |
| 1995년 1월 20일-22일                                         | 다보스     | 1000m             | 프란치스카 솅크           | 옥사나 라빌로바     | 수전 오시             |
| 1995년 1월 20일-22일                                         | 다보스     | 1500m             | 군다 니만                 | 스베틀라나 바자노바 | 아나마리 토마스       |
| 1995년 1월 20일-22일                                         | 다보스     | 3000m             | 군다 니만                 | 카를라 제일스트라   | 엘레나 벨치           |
| 1995년 1월 28일-29일                                         | 인스브루크 | 500m(1)           | 수전 오시                 | 스베틀라나 주로바   | 보니 블레어           |
| 1995년 1월 28일-29일                                         | 인스브루크 | 1000m             | 군다 니만                 | 에메세 후니아디     | 아나마리 토마스       |
| 1995년 1월 28일-29일                                         | 인스브루크 | 1500m             | 에메세 후니아디 군다 니만 |                     | 바르바라 더 로르      |
| 1995년 1월 28일-29일                                         | 인스브루크 | 3000m             | 군다 니만                 | 카를라 제일스트라   | 엘레나 벨치           |
| 1995년 2월 11일-12일 1995년 아시아 선수권 대회 울란바토르    |            |                   |                           |                     |                       |
| 1995년 2월 11일-12일                                         | 캘거리     | 500m(1)           | 수전 오시                 | 보니 블레어         | 시마자키 교코         |
| 1995년 2월 11일-12일                                         | 캘거리     | 500m(2)           | 보니 블레어               | 수전 오시           | 스베틀라나 주로바     |
| 1995년 2월 11일-12일                                         | 캘거리     | 1000m(1)          | 보니 블레어               | 크리스 위티         | 자비네 푈커           |
| 1995년 2월 11일-12일                                         | 캘거리     | 1000m(2)          | 보니 블레어               | 프란치스카 솅크     | 크리스 위티           |
| 1995년 2월 18일-19일 1995년 세계 스프린트 선수권 대회 밀워키 |            |                   |                           |                     |                       |
| 1995년 2월 24일-26일                                         | 인첼       | 500m(1)           | 보니 블레어               | 구스노세 시호       | 자비네 푈커           |
| 1995년 2월 24일-26일                                         | 인첼       | 500m(2)           | 보니 블레어               | 수전 오시           | 자비네 푈커           |
| 1995년 2월 24일-26일                                         | 인첼       | 1000m             | 에메세 후니아디           | 시미즈 미에         | 산미야 에리코         |
| 1995년 2월 24일-26일                                         | 인첼       | 1500m             | 군다 니만                 | 하이케 바르니케     | 클라우디아 페히슈타인 |
| 1995년 2월 24일-26일                                         | 인첼       | 3000m             | 군다 니만                 | 카를라 제일스트라   | 하이케 바르니케       |
| 1995년 3월 4일-5일 1995년 세계 올라운드 선수권 대회 사발렌   |            |                   |                           |                     |                       |
| 1995년 3월 11일-12일                                         | 헤이렌베인 | 500m(1)           | 수전 오시                 | 보니 블레어         | 모니크 가르브레히트   |
| 1995년 3월 11일-12일                                         | 헤이렌베인 | 500m(2)           | 보니 블레어               | 수전 오시           | 스베틀라나 주로바     |
| 1995년 3월 11일-12일                                         | 헤이렌베인 | 1000m             | 보니 블레어               | 구스노세 시호       | 수전 오시             |
| 1995년 3월 11일-12일                                         | 헤이렌베인 | 1500m             | 군다 니만                 | 류드밀라 프로카셰바 | 보니 블레어           |
| 1995년 3월 11일-12일                                         | 헤이렌베인 | 3000m             | 군다 니만                 | 스베틀라나 바자노바 | 류드밀라 프로카셰바   |
| 1995년 3월 11일-12일                                         | 헤이렌베인 | 5000m             | 군다 니만                 | 카를라 제일스트라   | 엘레나 벨치           |

### 월드컵 랭킹
| 순위 | 선수                | 포인트 |
| ---- | ------------------- | ------ |
| 1    | 보니 블레어         | 395    |
| 2    | 수전 오시           | 333    |
| 3    | 스베틀라나 주로바   | 230    |
| 4    | 프란치스카 솅크     | 217    |
| 5    | 모니크 가르브레히트 | 210    |
| 6    | 옥사나 라빌로바     | 210    |
| 7    | 오카자키 도모미     | 199    |
| 8    | 자비네 푈커         | 197    |
| 9    | 구스노세 시호       | 181    |
| 10   | 시마자키 교코       | 159    |

| 순위 | 선수                 | 포인트 |
| ---- | -------------------- | ------ |
| 1    | 보니 블레어          | 285    |
| 2    | 구스노세 시호        | 228    |
| 3    | 모니크 가르브레히트  | 193    |
| 4    | 프란치스카 솅크      | 176    |
| 5    | 크리스 위티          | 161    |
| 6    | 옥사나 라빌로바      | 156    |
| 7    | 수전 오시            | 134    |
| 8    | 에메세 후니아디      | 133    |
| 9    | 자비네 푈커          | 122    |
| 10   | 에델 테레세 회이세트 | 97     |

| 순위 | 선수                  | 포인트 |
| ---- | --------------------- | ------ |
| 1    | 군다 니만             | 200    |
| 2    | 에메세 후니아디       | 143    |
| 3    | 아나마리 토마스       | 120    |
| 4    | 류드밀라 프로카셰바   | 105    |
| 5    | 우에하라 미에         | 105    |
| 6    | 다바타 마키           | 95     |
| 7    | 스베틀라나 바자노바   | 83     |
| 8    | 클라우디아 페히슈타인 | 80     |
| 9    | 울리케 아데베르크     | 66     |
| 10   | 무네카타 노리코       | 59     |

| 순위 | 팀                  | 포인트 |
| ---- | ------------------- | ------ |
| 1    | 군다 니만           | 280    |
| 2    | 카를라 제일스트라   | 221    |
| 3    | 엘레나 벨치         | 190    |
| 4    | 하이케 바르니케     | 161    |
| 5    | 스베틀라나 바자노바 | 151    |
| 6    | 우에하라 미에       | 122    |
| 7    | 아나마리 토마스     | 107    |
| 8    | 무네카타 노리코     | 101    |
| 9    | 류드밀라 프로카셰바 | 79     |
| 10   | 야마모토 히로미     | 73     |